# Chrysotimus schildi
Chrysotimus schildi är en tvåvingeart som beskrevs av Robinson 1967. Chrysotimus schildi ingår i släktet Chrysotimus och familjen styltflugor.
Artens utbredningsområde är Costa Rica. Inga underarter finns listade i Catalogue of Life.